# Paracranidium
Paracranidium is een geslacht van Phasmatodea uit de familie Phasmatidae. De wetenschappelijke naam van dit geslacht is voor het eerst geldig gepubliceerd in 1998 door Brock.

## Soorten
Het geslacht Paracranidium is monotypisch en omvat slechts de volgende soort:
- Paracranidium pumilio (Westwood, 1843)